# جيف هال (لاعب كرة قدم)
جيف هال (بالإنجليزية: Jeff Hull)‏ هو لاعب كرة قدم بريطاني، ولد في 25 أغسطس 1960 في روتشفورد ‏ في المملكة المتحدة. لعب مع كولتشستر يونايتد ونادي ساوثيند يونايتد.